# (3003) Konček
(3003) Konček est un astéroïde de la ceinture principale.

## Description
(3003) Konček est un astéroïde de la ceinture principale. Il fut découvert le 28 décembre 1983 à l'Observatoire Kleť par Antonín Mrkos. Il présente une orbite caractérisée par un demi-grand axe de 3,02 UA, une excentricité de 0,11 et une inclinaison de 11,6° par rapport à l'écliptique.

## Compléments